# Ронконе
Ронконе (итал. Roncone) је насеље у Италији у округу Тренто, региону Трентино-Јужни Тирол.
Према процени из 2011. у насељу је живело 1352 становника. Насеље се налази на надморској висини од 806 м.

## Становништво
Према резултатима пописа становништва 2011. у општини је живело 1.443 становника.
| 1931. | 1936. | 1951. | 1961. | 1971. | 1981. | 1991. | 2001. | 2011. |
| ----- | ----- | ----- | ----- | ----- | ----- | ----- | ----- | ----- |
| 1.583 | 1.345 | 1.404 | 1.503 | 1.315 | 1.317 | 1.430 | 1.440 | 1.443 |